# La Plana (Pessonada)
La Plana és una partida rural i una plana agrícola del terme municipal de Conca de Dalt, a l'antic terme d'Hortoneda de la Conca, al Pallars Jussà, en territori del poble de Pessonada.
Està situada al nord-oest de Pessonada, al nord-est de la partida de les Arguiles i als peus, a ponent, de la Serra de Pessonada. En aquest lloc hi ha l'església romànica de la Mare de Déu de la Plana.
Consta de 12,3290 hectàrees de pastures i zones de bosquina, matolls i improductives.